# Alain Bainée
Alain Bainée est un chef décorateur et un directeur artistique français né en 1959, connu pour sa participation à de grands succès du cinéma international, débutant auprès de Pedro Almodóvar.
Il a travaillé notamment à Barcelone, avec Woody Allen et Isabel Coixet.

## Filmographie
- 1993 : Kika de Pedro Almodóvar
- 2008 : Vicky Cristina Barcelona de Woody Allen
- 2008 : Transsibérien de Brad Anderson
- 2012 : Blancanieves[5] de Pablo Berger[6]
- 2015 : Personne n'attend la nuit, d'Isabel Coixet
- 2023: Le Cercle des neiges de Juan Antonio Bayona
- 2025 : Un fantôme dans la bataille d'Agustín Díaz Yanes[7]

## Distinctions
- Prix Gaudí du cinéma catalan

## Nominations
- Goyas 2024 : Prix Goya de la meilleure direction artistique pour Le Cercle des neiges[8].